# Liste der Baudenkmäler in Egglkofen

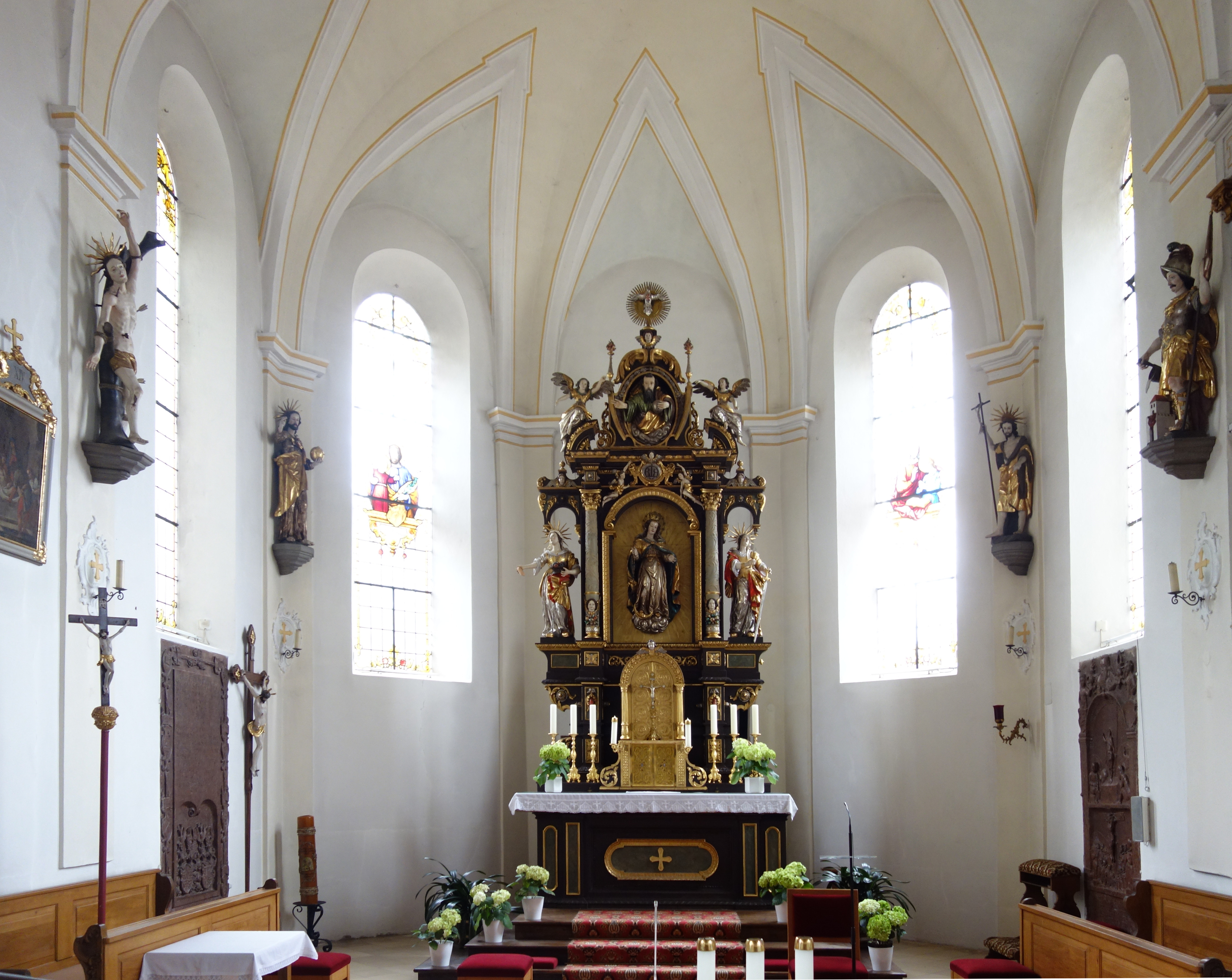
Innenraum von Mariä Himmelfahrt in Egglkofen

Auf dieser Seite sind die Baudenkmäler in der oberbayerischen Gemeinde Egglkofen zusammengestellt. Diese Tabelle ist eine Teilliste der Liste der Baudenkmäler in Bayern. Grundlage ist die Bayerische Denkmalliste, die auf Basis des Bayerischen Denkmalschutzgesetzes vom 1. Oktober 1973 erstmals erstellt wurde und seither durch das Bayerische Landesamt für Denkmalpflege geführt wird. Die folgenden Angaben ersetzen nicht die rechtsverbindliche Auskunft der Denkmalschutzbehörde.

## Baudenkmäler nach Ortsteilen

### Egglkofen
| Lage                                                               | Objekt                                               | Beschreibung | Akten-Nr.              | Bild                                                 |
| ------------------------------------------------------------------ | ---------------------------------------------------- | --- | ---------------------- | ---------------------------------------------------- |
| Elsenbacher Straße 4 (Standort)                                    | Ehemaliges Kooperatorhaus, dann gräfliches Jägerhaus | Zweigeschossiger barocker Walmdachbau mit Putzgliederung, Erdgeschoss 1755, Aufstockung 1799 mit Wiederverwendung des Dachwerks von 1755 (dendrochronologisch datiert). | D-1-83-115-10 Wikidata | Ehemaliges Kooperatorhaus, dann gräfliches Jägerhaus |
| Kapellenstraße 9 (Standort)                                        | Bauernhaus                                           | Ehemaliges Bauernhaus, mit Blockbau-Obergeschoss, Giebellauben und Flachsatteldach, 18. Jahrhundert, erneuert um 1978. | D-1-83-115-2 Wikidata  | BW                                                   |
| Kapellenstraße 17 (Standort)                                       | Bauernhaus                                           | Ehemalige Einfirstanlage, mit Blockbau-Obergeschoss im Wohn- und Wirtschaftsteil, Traufschrot, 1824. | D-1-83-115-3 Wikidata  | BW                                                   |
| Landshuter Straße 8; Elsenbacher Straße 2 (Standort)               | Pfarrkirche Mariä Himmelfahrt                        | Katholische Pfarrkirche, barocker Saalraum mit eingezogenem Chor, bezeichnet mit dem Jahr 1736, im Kern 15. Jahrhundert, Westturm mit Unterbau des 15. Jahrhunderts; mit Ausstattung; im Friedhof Gräflich Montgelas’sche Grabstätte, zweite Hälfte 19. Jahrhundert. | D-1-83-115-6 Wikidata  | weitere Bilder                                       |
| Landshuter Straße 12 (Standort)                                    | Wohn- und Geschäftshaus                              | Zweigeschossig, Fassade mit Zwerchgiebel, Hausfigur und reicher Gliederung in historisierenden Formen, um 1885/90. | D-1-83-115-8 Wikidata  | Wohn- und Geschäftshaus                              |
| Nähe Landshuter Straße (Standort)                                  | Wieskapelle                                          | Wegkapelle, kleiner Satteldachbau mit Dachreiter und Lourdesgrotte, 18. Jahrhundert; mit Ausstattung. | D-1-83-115-5 Wikidata  | Wieskapelle                                          |
| Nähe Schloss (Standort)                                            | Montgelas’sche Gruftkapelle                          | Gruftkapelle, barockisierender Bau mit Volutengiebel und Zwiebeltürmchen, um 1900; mit Ausstattung; westlich im Schlosspark. | D-1-83-115-12 Wikidata | BW                                                   |
| Schloßweg 1; Landshuter Straße 14; Landshuter Straße 16 (Standort) | Schloss Egglkofen                                    | Dreigeschossiger Walmdachbau mit Mezzanin, im Kern wohl spätmittelalterlich, nach 1648 wiederaufgebaut, 1833 durch Maximilian Joseph Graf von Montgelas erworben, Ausbau und Neugestaltung in zum Teil gotisierenden Formen nach Plänen von Jean Baptiste Métivier 1833/34; mit historischer Ausstattung. Ökonomiehof, drei Trakte, Ende 18. Jahrhundert/erste Hälfte 19. Jahrhundert; östlich vom Schloss. Schlosspark, im Stil des englischen Landschaftsgartens, mit Denkmal des Grafen Montgelas, angelegt nach Plänen von Jean Baptiste Métivier ab 1833, in neuerer Zeit verändert. | D-1-83-115-11 Wikidata | Schloss Egglkofen                                    |
| Zeller Holz (Verlängerung Kapellenweg) (Standort)                  | Waldkapelle                                          | Offener Vorbau und Schopfwalmdach, bezeichnet mit dem Jahr 1915; mit Ausstattung. | D-1-83-115-4 Wikidata  | BW                                                   |

### Harpolden
| Lage                    | Objekt                               | Beschreibung | Akten-Nr.              | Bild |
| ----------------------- | ------------------------------------ | --- | ---------------------- | ---- |
| Harpolden 13 (Standort) | Wohnhaus                             | Zweigeschossiger Satteldachbau, Fenster mit reichen barockisierenden Putzrahmungen, bezeichnet mit dem Jahr 1875. | D-1-83-115-17 Wikidata | BW   |
| Harpolden 13 (Standort) | Bildstock                            | Kapellenbildstock mit Dachreiter, 19. Jahrhundert. | D-1-83-115-18 Wikidata | BW   |
| Harpolden 20 (Standort) | Katholische Filialkirche St. Emmeram | kleiner spätromanischer verschlämmter Backsteinbau mit eingezogenem quadratischem Chor und flachgedecktem Langhaus, wohl 14. Jahrhundert, Langhaus im frühen 18. Jahrhundert verändert, gleichzeitig Sakristeianbau; mit Ausstattung; Friedhof mit Ummauerung. | D-1-83-115-14 Wikidata | BW   |

### Lichtberg
| Lage                    | Objekt     | Beschreibung                                                                                   | Akten-Nr.              | Bild |
| ----------------------- | ---------- | ---------------------------------------------------------------------------------------------- | ---------------------- | ---- |
| Lichtberg 1 (Standort)  | Bauernhaus | Ehemaliges Bauernhaus, mit Blockbau-Obergeschoss und Satteldach, erste Hälfte 19. Jahrhundert. | D-1-83-115-20 Wikidata | BW   |
| Lichtberg 2a (Standort) | Bauernhaus | Ehemaliges Bauernhaus, mit Blockbau-Obergeschoss und Satteldach, erste Hälfte 19. Jahrhundert. | D-1-83-115-21          | BW   |

### Piesenkofen
| Lage                      | Objekt             | Beschreibung | Akten-Nr.              | Bild           |
| ------------------------- | ------------------ | --- | ---------------------- | -------------- |
| Piesenkofen 7 (Standort)  | Bauernhaus         | Bauernhaus, mit Blockbau-Obergeschoss und Traufschrot, 18. Jahrhundert; zugehöriger Bundwerkstadel, erstes Drittel 19. Jahrhundert. | D-1-83-115-24 Wikidata | BW             |
| Piesenkofen 8 (Standort)  | Hütte              | Mit Blockbau-Getreidekasten, erste Hälfte 19. Jahrhundert. | D-1-83-115-25 Wikidata | BW             |
| Piesenkofen 9 (Standort)  | Wohnhaus           | Wohnhaus des ehemaligen Vierseithofes, mit Blockbau-Obergeschoss, erste Hälfte 19. Jahrhundert | D-1-83-115-26 Wikidata | BW             |
| Piesenkofen 14 (Standort) | Bundwerkstadel     | Mitte 19. Jahrhundert. | D-1-83-115-29 Wikidata | BW             |
| Piesenkofen 16 (Standort) | St. Johannes d. T. | Katholische Filialkirche, dreigeschossige Backstein-Wehrkirche, romanisch, Ende 12. / Anfang 13. Jahrhundert, zweites Obergeschoss 1666 zum Teil abgetragen und neues Dach und Dachreiter aufgesetzt, letzterer 1901 rekonstruiert; mit Ausstattung. | D-1-83-115-22 Wikidata | weitere Bilder |

### Tegernbach
| Lage                     | Objekt                                | Beschreibung | Akten-Nr.              | Bild |
| ------------------------ | ------------------------------------- | --- | ---------------------- | ---- |
| Halberfeld (Standort)    | Bründlkapelle bzw. Steinernes Brünndl | Waldkapelle, Holzbau mit Dachreiter, errichtet 1909, grundlegend erneuert 2003; mit Ausstattung.                                                      | D-1-83-115-43 Wikidata | BW   |
| Tegernbach 17 (Standort) | Stadel                                | Bundwerkstadel, drittes Viertel 19. Jahrhundert. | D-1-83-115-38 Wikidata | BW   |
| Tegernbach 22 (Standort) | Stadel                                | Stadel, Riegelbundwerk, drittes Viertel 19. Jahrhundert.                                                                                              | D-1-83-115-40 Wikidata | BW   |
| Tegernbach 27 (Standort) | Stadel                                | Bundwerkstadel, drittes Viertel 19. Jahrhundert. | D-1-83-115-41          | BW   |
| Tegernbach 31 (Standort) | St. Nikolaus                          | Katholische Filialkirche, gotische Saalkirche mit nicht eingezogenem Chor, Ende 15. Jahrhundert, barocker Ausbau im 18. Jahrhundert; mit Ausstattung. | D-1-83-115-36 Wikidata | BW   |
| Tegernbach 34 (Standort) | Stadel                                | Bundwerkstadel, erste Hälfte 19. Jahrhundert. | D-1-83-115-42 Wikidata | BW   |

### Weitere Ortsteile
| Lage                               | Objekt      | Beschreibung | Akten-Nr.              | Bild |
| ---------------------------------- | ----------- | --- | ---------------------- | ---- |
| Rieberseck 3 (Standort)            | Einfirsthof | Mitterstallbau in Blockbauweise, Wirtschaftsteil als Ständerbohlenbau, erste Hälfte 18. Jahrhundert; Backofenhäuschen, in Ständerbohlen-Bauweise, erste Hälfte 19. Jahrhundert. | D-1-83-115-32 Wikidata | BW   |
| Zeilach, Eberlstraße 19 (Standort) | Stadel      | Ständerriegelbau mit breiten Kopfbändern, 18. Jahrhundert. | D-1-83-115-44 Wikidata | BW   |

## Ehemalige Baudenkmäler
| Lage                    | Objekt     | Beschreibung                                                                     | Akten-Nr.              | Bild |
| ----------------------- | ---------- | -------------------------------------------------------------------------------- | ---------------------- | ---- |
| Tegernbach 7 (Standort) | Bauernhaus | Bauernhaus mit verputztem Blockbau-Obergeschoss, erstes Drittel 19. Jahrhundert. | D-1-83-115-37 Wikidata | BW   |